# رایان بوآنی
رایان بوآنی (فرانسوی: Rayane Bouhanni‎؛ زادهٔ ۲۴ فوریهٔ ۱۹۹۶) دوچرخه‌سوار اهل فرانسه است.
از باشگاه‌هایی که در آن رکاب زده‌است می‌توان به تیم دوچرخه‌سواری کوفیدیس، اشاره کرد.